# Impotenti esistenziali
Impotentes esistenciais (em italiano, Impotenti esistenziali) é um filme italiano de 2009, de gênero comédia, dirigido pelo cineasta Giuseppe Cirillo.

## Sinopse
Giuseppe è psicologo e professor de educação sexual. Ele pensa de ser o castigador da sociedade contra a hipocrisía. Um dia, num clube privé, encontra Francesca, esposa de Riccardo, e tem com ela uma relação clandestina.